# Stoke Gifford
Stoke Gifford is een civil parish in het bestuurlijke gebied South Gloucestershire, in het Engelse graafschap Gloucestershire met 15.494 inwoners.